# Софія Пападопулу
Софія Пападопулу  (грец. Σοφία Παπαδοπούλου, 19 листопада 1983) — грецька яхтсменка, олімпійська медалістка.

## Виступи на Олімпіадах
| Олімпіада  | Дисципліна | Місце |
| ---------- | ---------- | ----- |
| Пекін 2008 | Інглінг    | 3     |